# Аймо Каяндер
Аймо Каяндер (фін. Aimo Kaarlo Cajander 4 квітня 1879, Нюстад, Велике князівство Фінляндське — 21 січня 1943, Гельсінкі, Фінляндія) — фінський політичний діяч, 8-ий, 10-ий і 22-ий прем'єр-міністр Фінляндії, міністр оборони Фінляндії, ботанік. 

## Життєпис
8-ий, 10-ий і 22-ий прем'єр-міністр Фінляндії, міністр оборони Фінляндії.
Батько завідував школою, викладав природознавство, підтримував у сина інтерес до природи.  
У 1901 Аймо Каяндер закінчив Гельсінський університет, отримавши ботанічну освіту.  
Відразу після закінчення університету молодому вченому було доручено проведення складної наукової експедиції Російської академії наук. Експедиція пройшла ділянку річки Олени від Качуги до низин. На невеликому баркасі Каяндер з помічниками спускалися за течією річки, зупиняючись кожні 30-40 кілометрів і досліджуючи ліс на глибину 10-15 км. Саме тут Каяндер зібрав матеріал, за яким пізніше створив свою, революційну для науки, систему класифікації лісів. Надалі займався вивченням лісів Фінляндії, в 1911 — 1934 був професором лісівництва, в 1934 — 1943 — Генеральним директором Лісопаркової служби Фінляндії.  
У політику прийшов у 1922, коли президент Каарло Стольберг призначив його прем'єр-міністром, вдруге Каяндер зайняв посаду прем'єра в грудні 1924, обидва терміни його прем'єрства були нетривалі. 
У 1927 Каяндер вступив у Національну прогресивну партію, а з 1933 по 1943 був її головою.  
У 1928 — призначений міністром оборони. 
1929 — обраний в парламент Фінляндії. Коли Кюесті Калліо був обраний президентом в 1937, він доручив Каяндеру як лідеру Національної прогресивної партії сформувати уряд більшості. Каяндер сформував коаліційний уряд з двох найбільших партій в парламенті — соціал-демократів і Аграрної ліги.  
Каяндер вважав неможливим напад СРСР на Фінляндію, тому надавав недостатньо уваги оснащенню фінської армії. В армії Фінляндії того часу існував іронічний вислів «Мода Каяндера»: призовникам видавали лише ремінь, емблему на головний убір (для виконання норм Гаазької конвенції про права військовополонених) і, в кращому випадку, гвинтівки. 
Після початку Зимової війни Аймо Каяндер був відправлений у відставку. 

## Наукова діяльність
Період інтенсивної наукової діяльності Каяндер продовжувався лише з 1903 по 1913, однак за цей термін він зумів зробити ряд видатних відкриттів. 
В ході своїх типологічних досліджень він виявив, що на півночі Європейської частини Російської імперії та в Сибіру існують ботанічні асоціації, схожі практично за всіма ознаками, крім одного: домінуючі види в них різні, хоча і близькі один до одного. Так, наприклад, в Європі це була ялина звичайна — в Сибіру ялина сибірська, в Європі двохкісточник — в Сибіру бекманія. Таким чином, ним було відкрите явище конвергенції на фітосоціологічному рівні. Такі асоціації Каяндер назвав вікаруючими, пізніше їм дали назву ізоценозів. 
Також Каяндер одним з перших усвідомив важливість для фітосоціологічних досліджень територій річкової заплави. Так як повіні щороку проходять по-різному, то рослинність заплав досить мобільна і мінлива, в залежності від умов конкретного року. Однак Каяндер показав, що в подібних чергуваннях заплавних асоціацій залишається певний порядок, який визначається двома факторами: висотою над рівні води і інтенсивністю відкладення намулу. 
Одним з найважливіших наукових досягнень Каяндера є створення системи класифікації лісів. Він запропонував класифікувати ліси за видами не основного, деревного ярусу, а за видами нижніх ярусів — ґрунтового, трав'яного, кущового. Індикаторні рослини з цих ярусів, як виявилося, мають набагато більш вузький екологічний діапазон, що дозволяє набагато точніше описувати конкретні біоценози, ніж спираючись тільки на дерева, здатні утворювати найрізноманітніші угруповання. 